# Балкански пакт (1934)
Балкански пакт, или Балканска антанта, био је војно-политички савез који су чинили Југославија, Грчка, Румунија и Турска, и био је одбрамбени савез од бугарских и италијанских аспирација. Текст Балканског пакта је припремљен и парафиран почетком фебруара у Београду, a свечано потписан 9. фебруара 1934. у Атини. Краљевина Албанија, Бугарска, Италија, Мађарска и Совјетски Савез су се противили потписивању Балканског пакта. Избијањем Другог светског рата савез ослабио због различитих ставова земаља-чланица према Немачкој и Италији, а приступањем Румуније и Југославије Тројном пакту сасвим се распао.
Према тексту пакта, који је одмах обелодањен, Краљевина Југославија, Грчка, Румунија и Турска гарантују узајамну безбедност својих граница. Агресором ће се сматрати и земља која на својој територији пружа помоћ „наоружаним бандама“ које упадају на територију друге земље. Балкански пакт је организован по моделу Мале Антанте, c тенденцијом да прерасте у политичку и економску заједницу, отворену и за друге земље. Kao руководећи орган образован је Савет министара спољних послова, Стални секретаријат, као помоћно тело, и Економски савет, као консултативни орган. Балкански пакт представљао је најозбиљнији ударац политици Краљевине Италије. Уместо да се распада, како је Бенито Мусолини прижељкивао, Југославија је јачала, ширећи свој утицај и на друге земље.
„Воља краља Александра данас све одређује“, писао је италијански посланик Гали. Када је извршена реорганизација Мале Антанте, Гали је известио своју владу: „Пакт Мале Антанте конципиран је, a затим створен под условима које је желела Краљевина Југославија, односно краљ Александар.“
Покретач међубалканске сарадње био је краљ Александар који је своју дипломатску каријеру започео као престолонаследник у мисији бугарско-српског зближења, што је претходило стварању балканског савеза 1912. године, мимо утицаја великих сила. Пошто је и после рата често истицао уверење да балканске државе треба да буду господари своје судбине, неки су у томе видели његову визију o успостављању заједнице држава на простору на коме се некада налазила византијска империја. Будући балкански савез је замишљао као заједницу држава тог региона.